# Alicia Bruzzo
Alicia Liliana Estela Bruzzo (geboren am 29. September 1945 in Parque Patricios, Buenos Aires, Argentinien; gestorben am 13. Februar 2007 in Colegiales, Buenos Aires, Argentinien) war eine argentinische Schauspielerin.

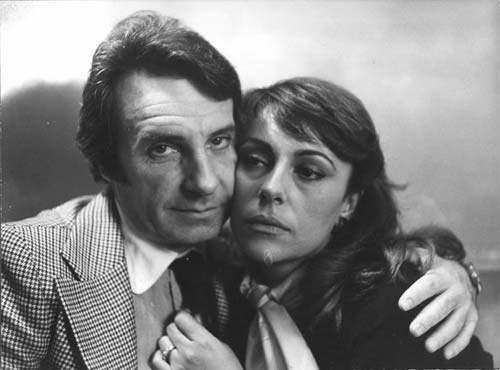
1981 mit Aldo Barbero in El bromista

## Leben
Bruzzo wuchs in einer Künstlerfamilie auf. Sie studierte Schauspiel, Malerei, und ohne Abschluss Rechtswissenschaften, und wurde Film- und Theaterschauspielerin. Sie spielte von 1972 bis 2003 an 17 verschiedenen Filmen mit. 1990 und 1992 gewann sie den Martín-Fierro-Preis. 1984 wurde sie erstmals mit dem Cóndor de Plata ausgezeichnet (für Pasajeros de una pesadilla) und gewann diesen 1994 erneut, als beste Nebendarstellerin in Una sombra ya pronto serás. 1997 wurde sie nochmals für diesen Preis nominiert, für ihre Rolle in De mi barrio con amor. In den Jahren 2003 und 2005 wurde sie mit dem Estrella de Mar ausgezeichnet (dt. „Seestern“, ein in Argentinien bekannter Preis für Unterhaltungskünstler, verliehen von der Tourismusbehörde von Mar del Plata).

## Krankheit und Tod
Bruzzo hatte nach eigenen Angaben ihr Leben lang zu viel geraucht und Schlaftabletten genommen. Ab 1992 hatte die Schauspielerin gesundheitliche Probleme. 1992 erlitt sie nach ihrem Bericht eine Propolisvergiftung mit bleibenden Nervenschäden. In der Folge versuchte sie auf Nikotin und Schlaftabletten zu verzichten, wurde jedoch übergewichtig. Gegen das Übergewicht unterzog sie sich 2000 einer Magenverkleinerungsoperation. Am 13. Februar 2007 verstarb sie an Lungenkrebs. Sie wurde im Panteón de Actores auf dem Chacarita-Friedhof beigesetzt.

## Filmografie
- 1972: Me enamoré sin darme cuenta
- 1973: Paño verde
- 1973: Las venganzas de Beto Sánchez
- 1976: The Children of Violent Rome
- 1977: Crazy Women
- 1979: The Island
- 1981: El bromista
- 1981: Sentimental
- 1981: The Conquest of Paradise
- 1983: Keep Waiting for Me
- 1984: La rosales
- 1984 Pasaderos de und pesadilla
- 1994: Una sombra ya pronto serás

### TV-Serien
- 1970: Los parientes de la Galleguita (19 Folgen)
- 1971: Nacido para odiarte (39 Folgen)
- 1970–1971: El teleteatro de Alberto Migré (4 Folgen)
- 1971: Ciclo de teatro argentino (2 Folgen)
- 1972: Un extraño en nuestras vidas (22 Folgen)
- 1972: Mariano Marzán, un médico de Buenos Aires (9 Folgen)
- 1973: Quiero saber tu verdad (19 Folgen)
- 1973: Ese que no la quiere (13 Folgen)
- 1974: Todos nosotros (19 Folgen)
- 1974: Con odio y con amor (29 Folgen)
- 1975: Teatro como en el teatro (1 Folge)
- 1977: Hermán, ese nombre prohibido (19 Folgen)
- 1979: Mamá Linda (29 Folgen)
- 1981: El Rafa (20 Folgen)
- 1984: Tal como somos (14 Folgen)
- 1984: Situación límite (19 Folgen)
- 1984: Los exclusivos del 11 (3 Folgen)
- 1984: La pobre Clara (160 Folgen)
- 1985: Libertad condicionada (284 Folgen)
- 1988: Vendedoras de Lafayette (29 Folgen)
- 1989: Hola Crisis (3 Folgen)
- 1990: Atreverse (5 Folgen)
- 1992: Amores (3 Folgen)
- 1992–1994: Alta comedia (TV-Series)
- 1970–1995 Alta comedia (27 Folgen)